# Dicranocnemus spiniceps
Dicranocnemus spiniceps är en skalbaggsart som beskrevs av Louis Albert Péringuey 1902. Dicranocnemus spiniceps ingår i släktet Dicranocnemus och familjen Melolonthidae. Inga underarter finns listade i Catalogue of Life.